# Зерган-э-Керане
Зерга́н-э-Керане́ (перс. زرگان كرانه‎) — небольшой город на юго-западе Ирана, в провинции Хузестан. Входит в состав шахрестана Ахваз.
На 2006 год население составляло 8 938 человек.
Альтернативные названия: Зерган (Zargān), Зерган-э-Бозорг (Zargān -e Bozorg).

## География
Город находится на западе Хузестана, в центральной части Хузестанской равнины, на высоте 30 метров над уровнем моря.
Зерган-э-Керане расположен на расстоянии нескольких километров к северо-востоку от Ахваза, административного центра провинции. Расстояние до Тегерана, столицы страны, составляет приблизительно 530 километров по направлению на северо-восток.